# جسر الحقلانية الحجري
جسر الحقلانية الحجري هو جسر حجري[بحاجة لمصدر] تراثي في مركز ناحية الحقلانية في قضاء حديثة في محافظة الأنبار غرب العراق، بُني الجسر في عهد الحكم العثماني للعراق، مادته الحجر والجص، وله عقادات ذات أبعاد متفاوتة بين 3 و7 أمتار، طول الجسر 150 متراً وعرضه 5 أمتار. وفي يوم 1 كانون الثاني سنة 1994 قررت وزارة الثقافة والإعلام العراقية اعتبار جسر الحقلانية الحجري موقعاً أثرياً، وذُكر وصف الجسر أنه أُقيم على وادي حجلات داخل الحقلانية لربطها مع قضاء حديثة، وموقعه داخل مركز ناحية الحقلانية، وأنه كان حينئذٍ بحاجة الى الصيانة الفورية بسبب وجود التهدم من جراء الفيضان.

## تفجير الجسر
نقلت جريدة البيان الإماراتية عن سكان من أهل الحقلانية أنه في يوم 19 تموز سنة 2007 فَجّرَ الجسرَ مسلحون مجلهون، وقلا السكان إن جسر وادي حجلان «يقع بالقرب من مدينة الحقلانية تم نسفه..بالكامل عن طريق عبوات ناسفة».